# IC 5179
IC 5179 — галактика типу Sbc (компактна витягнута спіральна галактика) у сузір'ї Журавель.
Цей об'єкт міститься в оригінальній редакції індексного каталогу.